# Teresa Muntaner Cabarrocas
Teresa Muntaner i Cabarrocas (Palamós, Baix Empordà, 17 de març de 1888 - Tolosa de Llenguadoc, 1981) va ser una anarcosindicalista catalana.
Muntaner fou una dona anarcosindicalista que formà part del Centre Instructiu Obrer (CIO) de Palamós, entitat que aglutinava els anarquistes de la població i rodalia. A Palamós, conegué a Antoni Puig i Artigas, destacat compositor de sardanes i també anarcosindicalista, amb qui es casà i tingué dues filles. Al començament de la segona dècada del segle xx, com la major part de la militància més compromesa en la lluita obrera i sindical, van abandonar Palamós per establir-se a Barcelona, atrets per l'efervescència obrerista i anarquista que s'estava organitzant. El matrimoni, però, es va separar i ella conegué i va formar parella amb Salvador Seguí, conegut com a 'El Noi del Sucre', fins al seu assassinat, el 1923. Seguí i Muntaner tindrien dos fills. Després de la mort de Seguí, s'ajuntà amb Agustí Castellà Trulls, que coneixia perquè anteriorment havia estat ostatjat a casa seva, i amb qui convisqué fins a la seva mort el 1947. Muntaner va aconseguir un estanc al passeig de Gràcia, primer i al Poble Nou, després. Però el negoci no anà bé, i amb la malaltia i mort d'un fill, durant sis mesos es va quedar sense estalvis. Muntaner s'exilià amb els seus fills a Tolosa a finals de la Guerra Civil, i visqué allà fins a la seva mort, ocorreguda el 1981.